# Lady Wood Tour
Lady Wood Tour é a segunda turnê de concertos da cantora sueca Tove Lo, em apoio a seu segundo álbum de estúdio,  Lady Wood (2016). A turnê teve seu início no dia 6 de fevereiro de 2017, em Seattle, Washington, no Showbox SoDo, e foi concluída em 14 de outubro de 2017 no Austin City Limits Music Festival em Austin, Texas, com o ato de abertura da turnê AHFOD, da banda Coldplay, na Califórnia.

## Sobre
25 datas na América do Norte, 6 datas na América do Sul e 28 datas Europeias da turnê (59 datas no total), foram oficialmente anunciadas em 23 de outubro de 2016, 5 dias antes do lançamento do Lady Wood. Os ingressos para o show foram colocados à venda no dia 28 de outubro de 2016. Todas as 11 primeiras datas norte-americanas tiveram como ato de abertura a cantora americana Phoebe Ryan, e todas as 10 datas europeias serão abertas pelo Broods, um duo de música da Nova Zelândia. Mais datas para vários festivais de música em toda a Europa, América do Sul, e Estados Unidos foram anunciados em momentos separados.

## Set list
O set list inclui canções do álbum associado Lady Wood, bem como as faixas de seu álbum de estreia, Queen of the Clouds:
1. True Disaster
2. Lady Wood
3. Influence
4. Moments
5. The Way That I Am
6. Not On Drugs
7. Thousand Miles
8. Vibes
9. Got Love
10. Talking Body   TROCA DE ROUPA
11. Imaginary Friend
12. Keep It Simple
13. WTF Love Is
14. Flashes
15. Cool Girl
16. What I Want For the Night (Bitches)
17. Habits (Stay High)